# Лаос на летних Олимпийских играх 1996
Лаос принимал участие в Летних Олимпийских играх 1996 года в Атланте (США) в четвёртый раз за свою историю, но не завоевал ни одной медали. Сборную страны представляли пять спортсменов, в том числе одна женщина.